# З рук до рота
«З рук до рота» (англ. From Hand to Mouth) — американський комедійний бойовик режисера Альфреда Дж. Гулдінга 1919 року.

## Сюжет
Єдине бажання хлопця — поїсти. Знайшовши пачку фальшивих грошей, він накупив їжі, але мало не потрапив за це в поліцію. Його рятує таємнича незнайомка, заплативши за нього. І хлопцеві випадає нагода відплатити дівчині добром — допомогти в отриманні спадщини.

## У ролях
- Гарольд Ллойд — хлопець
- Мілдред Девіс — дівчина
- Снуб Поллард — викрадач
- Пеггі Картрайт — бездомний
- Семмі Брукс
- Вільям Гіллеспі
- Гелен Гілмор
- Воллес Гоу
- Ді Лемптон
- Гас Леонард